# Mołokowo
Mołokowo – osiedle typu miejskiego w Rosji, w obwodzie twerskim. W 2010 roku liczyło 2331 mieszkańców.